# Marktosis Indian Reserve 15
Marktosis Indian Reserve 15 är ett reservat i Kanada.   Det ligger i Regional District of Alberni-Clayoquot och provinsen British Columbia, i den sydvästra delen av landet, 3 700 km väster om huvudstaden Ottawa. Marktosis Indian Reserve 15 ligger på ön Flores Island.
I omgivningarna runt Marktosis Indian Reserve 15 växer i huvudsak barrskog.